# 山本歩
山本 歩（やまもと あゆむ、1983年7月28日 - ）は、兵庫県川辺郡猪名川町出身の元プロ野球選手（投手）。右投右打。

## 経歴

### プロ入り前
兵庫県尼崎市で出生後に猪名川町へ転居。小学2年時に少年軟式野球チームの「猪名川ヤンキース」に入団すると、捕手と一塁手以外の全ポジションを経験した。
猪名川町立猪名川中学校を経て進学した三田学園高校では、硬式野球部に在籍。本人は内野手を希望していたが、監督の勧めで投手に転向した。地元の甲子園球場で開かれる全国大会とは無縁であったが、3年時にはエースとして、チームを春季兵庫県大会の準優勝に導いた。
高校からの卒業後に関西学院大学理工学部化学科へ進学すると、準硬式野球部に入部。2年時の2003年に出場した全日本大学準硬式野球選手権大会で準優勝を経験すると、ストレートの球速を従来からおよそ10km/h上げた4年時の2005年には、同大会での優勝を経て、準硬式野球の日本代表に選出された。
2005年のNPB大学・社会人ドラフト会議で、西武ライオンズから5巡目で指名。会議の当日（11月18日）は、卒業論文の執筆に向けて図書館で資料を探していたため、指名を受けたことを他の研究員から教えられたという。関西学院大学で専攻していた有機化学の研究を大学院でを続けることも検討していたが、結局、契約金3,000万円、年俸800万円（金額は推定）という条件で入団した。背番号は59。

### プロ入り後
2006年には、イースタン・リーグ公式戦16試合の登板で1勝1敗。防御率4.67、リーグ2位の5暴投を記録する一方で、奪三振数（29）は投球イニング数（27）を上回った。シーズン中は二軍チームのインボイスにいたため、一軍（西武ライオンズ）のユニフォーム着る機会はなかったが、シーズン終了後にハワイのウィンターリーグへ派遣されている。
2007年には、4月21日の対オリックス・バファローズ戦（グッドウィルドーム）9回表に、救援投手として一軍公式戦にデビュー。1イニングだけの登板ながら、対戦した3人の打者から三振で奪った。一軍公式戦での登板は5試合にとどまったが、防御率2点台、奪三振率15.63という好成績を残した。さらに、イースタン・リーグ公式戦では、グッドウィル（二軍チーム）の一員としてチームトップ（リーグ3位）の43試合に登板。リーグ最多の8死球を記録したが、防御率2.51の成績を残したほか、通算投球イニング46回2/3に対して奪三振数は45個にまで達した。
2008年には、埼玉西武ライオンズの一員としてイースタン・リーグ公式戦25試合に登板すると、1勝1敗をマーク。しかし、シーズン中に右肘痛を発症したため、シーズン終了後に右肘のクリーニング手術を受けた。
2009年には、イースタン・リーグ公式戦10試合に登板しただけで、前年に続いて一軍公式戦への登板機会がなかった。10月2日に球団から戦力外通告を受けたが、通告当初はNPB他球団での現役続行を希望。この年は12球団合同トライアウトを2回に分けて実施していたことから、11月25日の2回目に参加した。しかし、他球団から獲得のオファーを受けるまでに至らず、後に現役を引退した。

### 現役引退後
2010年には、西武球団の職員として、二軍の用具担当補佐を務めた。そのまま球団に残ってスコアラーを務めることも視野に入れていたが、「（大学生時代に専攻していた）化学に関する仕事に携わりたい」との理由で、シーズン終了後に母校の大学院（関西学院大学大学院理工学研究科）の入学試験を受験。後に合格したため、西武球団を退団したうえで、2011年4月から同研究科の化学専攻コースで学生生活を再開した。専攻は有機化学で、博士前期課程の修了（修士号の授与）を経て、2013年に新卒学生扱いの研究職としてクラレへ入社。2015年から技術営業職へ異動すると、2016年の秋からシンガポールに駐在している。

## プレースタイル
ロークォーター（スリー・クォーターとサイドスローの中間に相当する変則投法）から投げ込む最速144km/hの速球と、鋭いスライダーが持ち味。対戦した打者からは、テイクバック時に右腕が上体へ完全に隠れた後に、右の肩口からボールが出てくるように見えていたという。
高校時代に投手へ転向した当初は、オーバースローで投げていたが、肘、肩、太腿などを相次いで故障。上級生の引退によってエースの座をつかむまでは、実戦経験がほとんどなかったという。山本に投手への転向を勧めた監督が、スライダーを活かすために腕を下げて投げるように指導したところ、西武で現役を引退するまでスライダーが勝負球の1つになった。もっとも、2008年に右肘の手術を受けてからは、「スライダーを投げる時の感覚を忘れてしまうほど、投球に微妙なズレが生じていた」という。
速球については、ジャイロボールのように球筋が微妙に変化していたため、西武での現役時代にはチームメイトの赤田将吾から「あれはストレートじゃない。全部（打者の）手元で変化している」と言われていた。大学時代に使っていた準硬式球ではこのように変化しなかったため、西武への入団当初は変化に戸惑っていたが、捕手出身の伊東勤監督（当時）から「その動く球がお前の持ち味だ」とのアドバイスを受けたことで開き直ったという。その一方で、「準硬式球では変化していたツーシームが、硬式球で曲がらなかったことは誤算だった。そのため、スライダーの調子が悪い時には、勢いだけで投げていた」とも述懐している。

## 人物
関西学院大学では、理工学部のキャンパスが三田市にある一方で、軟式野球部が西宮市のメインキャンパス内のグラウンドで練習している。山本が理工学部に在籍していた時期には、野球の練習より研究室にいる時間の方が長く、全体練習には週末にしか参加できなかった。このため、平日には友人とのキャッチボールや、近所の小学校での壁当て程度にとどめていたという。その分だけ、知識とイメージを照らし合わせることを重視。野球に関する資料を多読したほか、自分とはタイプの違う藤川球児の投球フォームも参考にしていた。
大学の理系学部に在籍していた準硬式野球の選手が、プロの硬式野球選手として公式戦でのプレーを経験してから、現役引退後に理系の大学院や化学メーカーで研究に従事することは、NPBの選手経験者としては異例のキャリアに当たる。西武への入団当初は「投げる科学者」、西武での現役時代には、当時一軍のエースだった涌井秀章から「博士」と呼ばれていた。西武の二軍用具担当補佐時代には、（用具担当としての仕事がない）試合中に、大学院への進学に向けてひそかに勉強していたこともあったという。クラレへの入社後は、「誰もやったことがないことを実現させて、他人から『面白い』と思われるような道を歩みたい」という抱負を述べている。ちなみに、自身の引退後に読売ジャイアンツへ在籍していた坂本工宜は、関西学院大学準硬式野球部での後輩に当たる。

## 詳細情報

### 年度別投手成績
| 年 度     | 球 団     | 登 板 | 先 発 | 完 投 | 完 封 | 無 四 球 | 勝 利 | 敗 戦 | セ 丨 ブ | ホ 丨 ル ド | 勝 率 | 打 者 | 投 球 回 | 被 安 打 | 被 本 塁 打 | 与 四 球 | 敬 遠 | 与 死 球 | 奪 三 振 | 暴 投 | ボ 丨 ク | 失 点 | 自 責 点 | 防 御 率 | W H I P |
| --------- | --------- | ----- | ----- | ----- | ----- | -------- | ----- | ----- | -------- | ----------- | ----- | ----- | -------- | -------- | ----------- | -------- | ----- | -------- | -------- | ----- | -------- | ----- | -------- | -------- | ------- |
| 2007      | 西武      | 5     | 0     | 0     | 0     | 0        | 0     | 0     | 0        | 0           | ----  | 30    | 6.1      | 8        | 1           | 3        | 0     | 0        | 11       | 0     | 0        | 2     | 2        | 2.84     | 1.74    |
| 通算：1年 | 通算：1年 | 5     | 0     | 0     | 0     | 0        | 0     | 0     | 0        | 0           | ----  | 30    | 6.1      | 8        | 1           | 3        | 0     | 0        | 11       | 0     | 0        | 2     | 2        | 2.84     | 1.74    |

### 記録
- 初登板：2007年4月21日、対オリックス・バファローズ4回戦（グッドウィルドーム）、9回表に3番手で救援登板・完了、1回無失点
- 初奪三振：同上、9回表に北川博敏から見逃し三振

### 背番号
- 59 （2006年 - 2009年）